# Nathan Aaseng
 (octobre 2015).
Si vous disposez d'ouvrages ou d'articles de référence ou si vous connaissez des sites web de qualité traitant du thème abordé ici, merci de compléter l'article en donnant les références utiles à sa vérifiabilité et en les liant à la section « Notes et références ».
Nathan Aaseng est né le 7 juin 1953 à Park Rapids, Minnesota, aux États-Unis. Il est microbiologiste et biochimiste. Il est également auteur de nombreux ouvrages sur des thèmes variés dont celui de l'innovation et de la sérendipité.